# Spital am Semmering
Spital am Semmering è un comune austriaco del distretto di Bruck-Mürzzuschlag, nella Stiria.